# Église Sainte-Perpétue et Sainte-Félicité de Nîmes

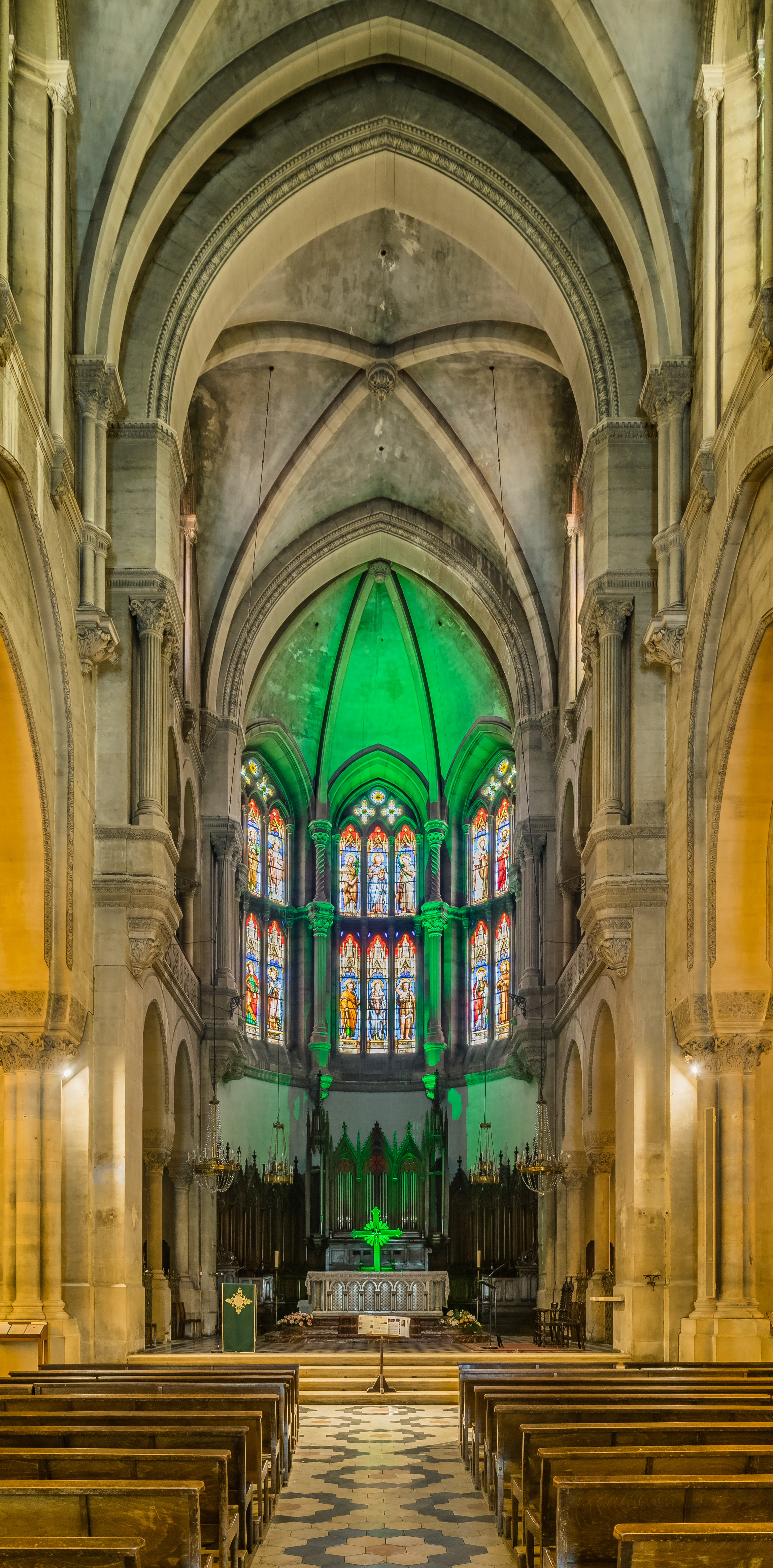
L'intérieur de l'église Sainte-Perpétue et Sainte-Félicité de Nîmes. Photo février 2019.

Pour les articles homonymes, voir Église Sainte-Félicité.
L'église Sainte-Perpétue et Sainte-Félicité de Nîmes est une église de style éclectique, typique du Second Empire, située à Nîmes, dans le département du Gard et la région Languedoc-Roussillon. Le clocher en façade possède une haute flèche, dominant de 71 mètres l'esplanade Charles-de-Gaulle. Elle est couronnée d'une impressionnante croix en fer forgé de 8 mètres dont 5 mètres sont encastrés dans la flèche même. Elle possède une nef particulièrement élancée s'élevant à plus de 20 mètres.

## Historique
L'église a été construite sur les plans de l'architecte Léon Feuchère. La décoration est de Joseph Felon et Colin, comme pour la préfecture.  Sa première pierre fut posée en octobre 1852 par Louis-Napoléon Bonaparte. Le gros œuvre est achevé  à l'automne 1862  mais les aménagements furent terminés en 1864. L'église est consacrée en juin 1864.